# Selahattin Demirtaş
Selahattin Demirtaş (született: 1973. április 10., Palo, Elazığ, Törökország) kurd jogász, író és politikus, 2014 és 2018 között Figen Yüksekdağ mellett a Népi Demokrata Párt társelnöke volt. 2016 novemberében letartóztatták egy kurd politikusok elleni politikai kampány eredményeként, és azóta politikai fogolyként az edirne-i F típusú börtönben ül.